# Peter Bernhard Anker
Peter Bernhard Anker (* 5. Mai 1825 auf Gut Frogner bei Christiania, Norwegen; † 13. Februar 1856 in Düsseldorf) war ein norwegischer Genremaler der Düsseldorfer Schule.

## Leben
Anker, Spross des norwegischen Adelsgeschlechtes Anker (Ancher), Großneffe von Bernt Anker und Peder Anker, Sohn des Kaufmanns Morten Anker (1780–1838) und dessen Ehefrau Anette Carine, geborene Thorsen (1782–1830), war für eine Militärkarriere bestimmt. Er verließ jedoch die Kriegsschule in Christiania und ging zunächst nach Kopenhagen. Dann zog er nach Düsseldorf, wo er 1847 an der Königlich Preußischen Kunstakademie die 2. Klasse unter Karl Ferdinand Sohn besuchte. In Düsseldorf, nahm er außerdem Privatunterricht bei seinem Landsmann Adolph Tidemand. Von 1850 bis 1855 war er Mitglied des Künstlervereins Malkasten. Als Anker 1856 als 30-Jähriger in Düsseldorf an Tuberkulose starb, wurde sein Tod besonders bedauert, weil in ihn – als Schüler Tidemands und wegen seiner Lehrbegabung – große Hoffnungen gesetzt worden waren.